# Amfiteátr Verona
Amfiteátr ve Veroně (italsky Arena di Verona) je jeden z nejlépe dochovaných římských amfiteátrů. Stavba byla dokončena kolem roku 30, tedy za raného Římského císařství. Od 16. století je aréna opravována a památkově chráněna. Nachází se na jižním okraji starověkého centra Verony poblíž náměstí Piazza Bra.

## Výstavba
Roku 174 př. n. l. Římská republika ovládla Pádskou nížinu včetně Verony, která existovala již před tím a byla obydlená Venety či Galy. Centrum města bylo kolem současných náměstí. Již výstavbou arény se ve Veroně nacházelo římské divadlo z 1. století př. n. l., které je dochované a nachází se na druhé straně Adiže. Aréna byla postavena v 1. století na okraji tehdejšího města za republikánskými hradbami. Nacházela se 80 metrů od hradeb, což naznačuje, že s ní nebylo počítáno v původním plánu města. Výstavba mimo hradby také naznačuje, že prostor obklopený hradbami byl již plně zastavěn. Problém obrany arény byl vyřešen roku 69 za císaře Vespasiana vybudováním vodního kanálu Adigetto, který vedl vodu z řeky Adige nedaleko za republikánskými hradbami.

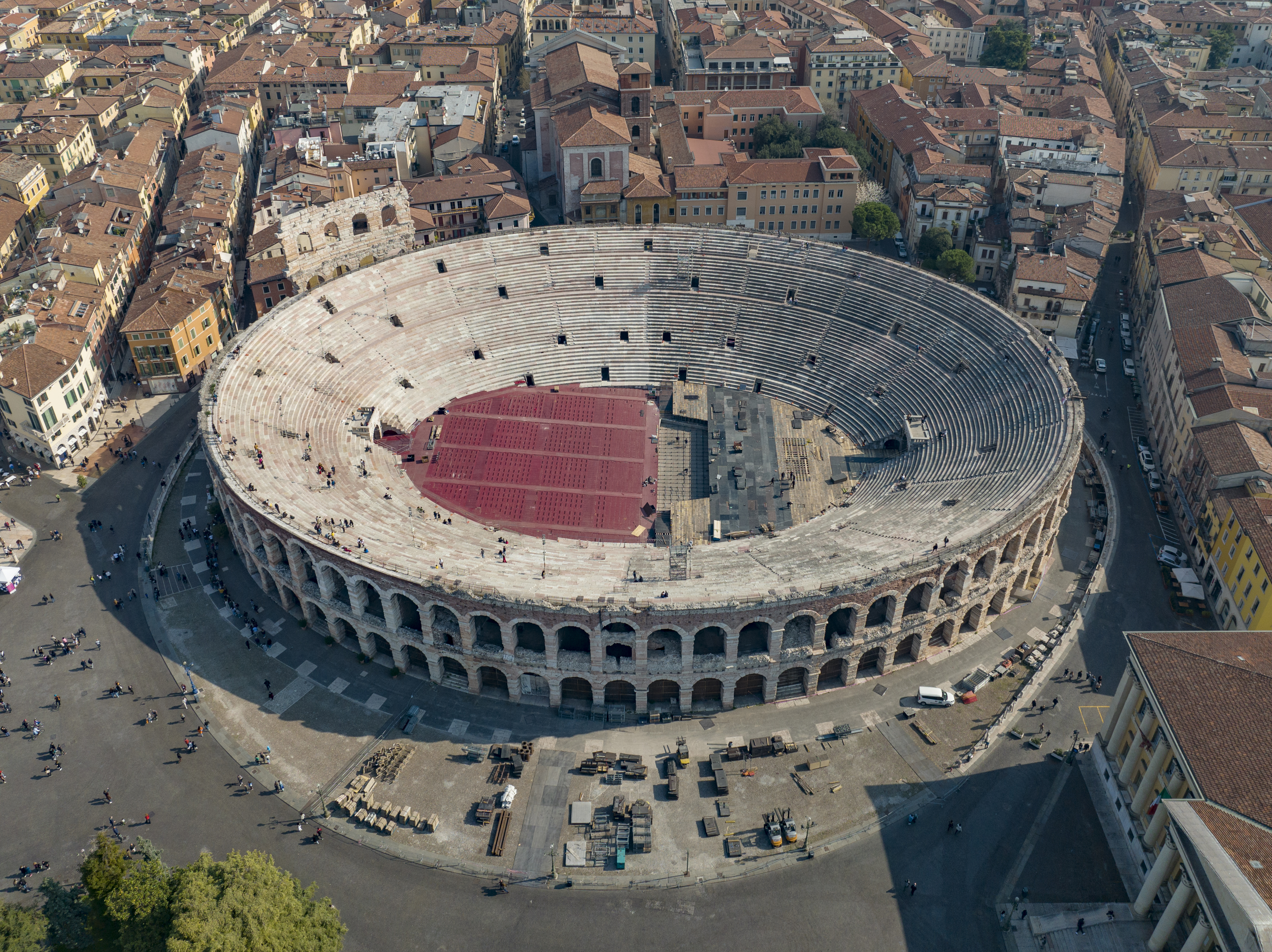
Pohled z výšky

Roku 265 za císaře Galliena však byly postaveny nové hradby, uvnitř kterých se nacházel i amfiteátr. Tyto hradby se nacházely v některých místech jen 5 metrů od amfiteátru. Aréna ve Veroně je starší než Koloseum a zkušenosti z její výstavby posloužily při stavbě Kolosea.

### Datace výstavby

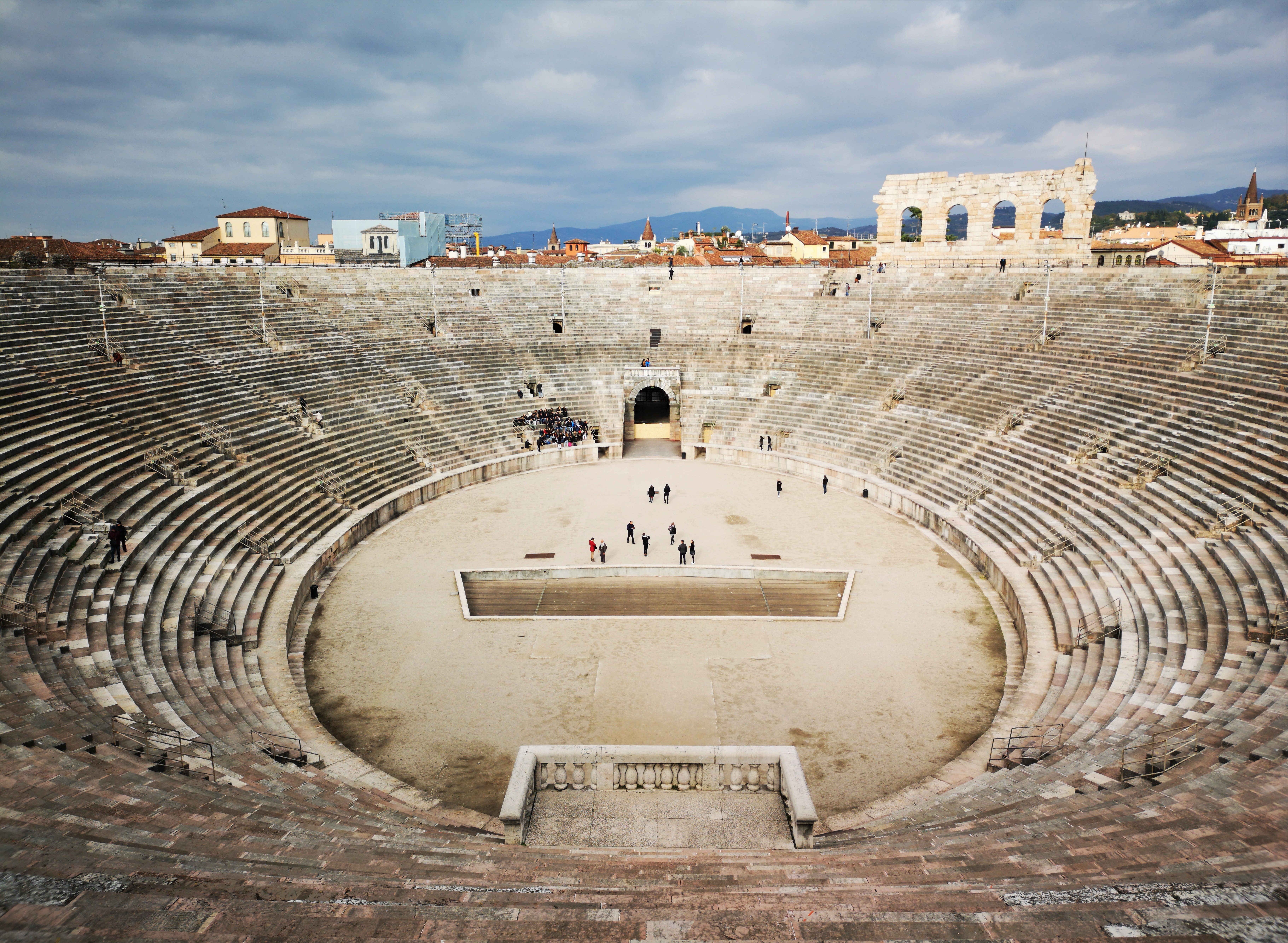
Interiér

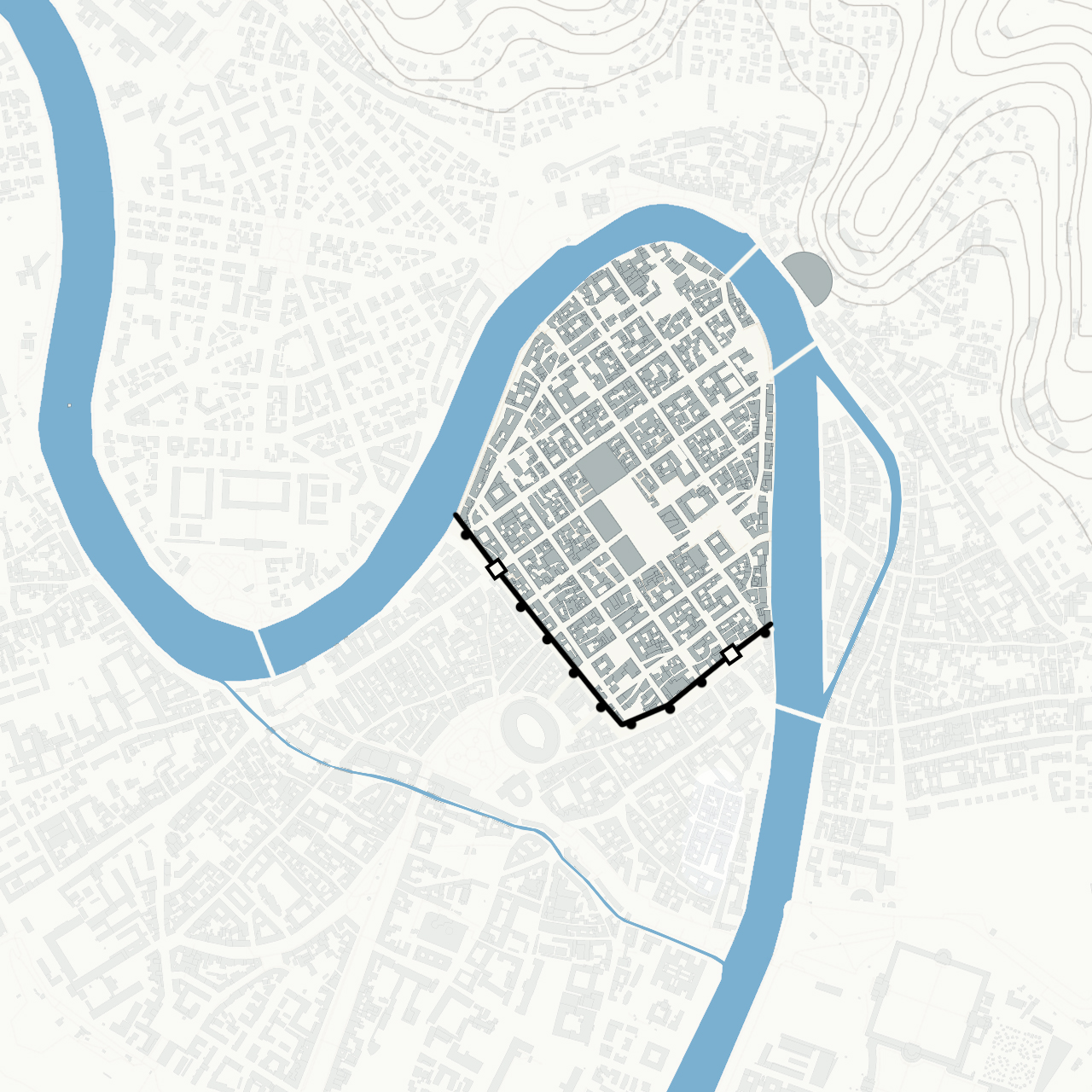
Amfiteátr se nacházel mimo opevněnou část města republikánskými hradbami

Přesný rok výstavby není jistý. V minulosti se uvádělo, že k výstavbě došlo mezi 1. a 3. stoletím, ale pozdější výzkumy jasně ukázaly na 1. století. Aréna se stylem značně podobá amfiteátru v Pule na Istrii v Chorvatsku. Podobnosti naznačují, že obě arény zřejmě byly vybudovány stejným architektem. Amfiteátr v Pule je datován do doby vlády císaře Augusta (27 př. n. l. – 14). Na začátek 1. století ukazuje také nález gladiátorské helmy, který náleží do typy helmy typického pro roky 10 až 20, který se přestal používat kolem roku 40. Sochy z budovy pochází z roku 30, tudíž roku 30 musela být aréna již dokončená. Výstavba tedy mohla proběhnout za vlády císaře Augusta, ale nejpravděpodobněji za vlády císaře Tiberia (14–37).

## Aréna ve starověku

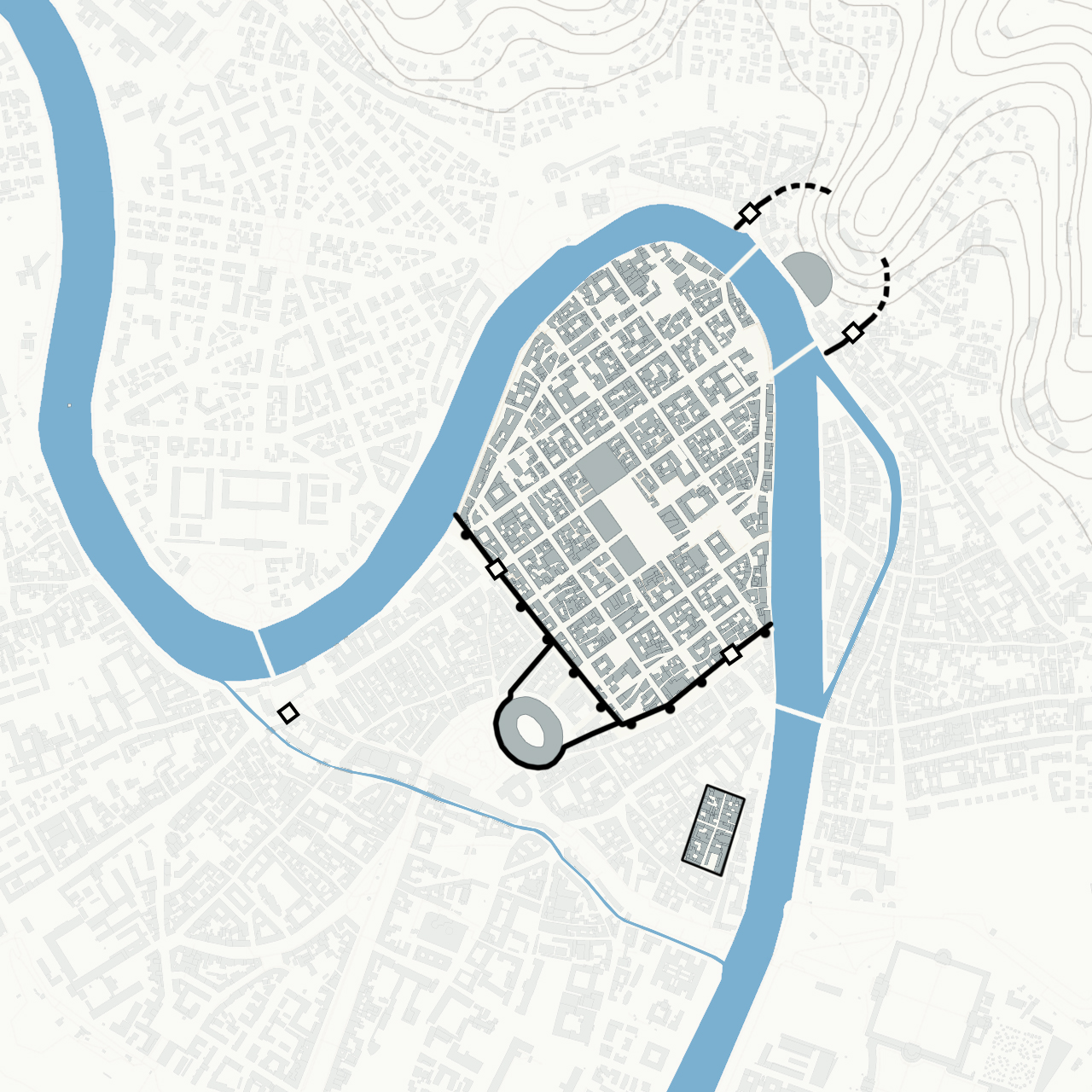
Císařské hradby z roku 265 zahrnuly do opevněného města i amfiteátr.

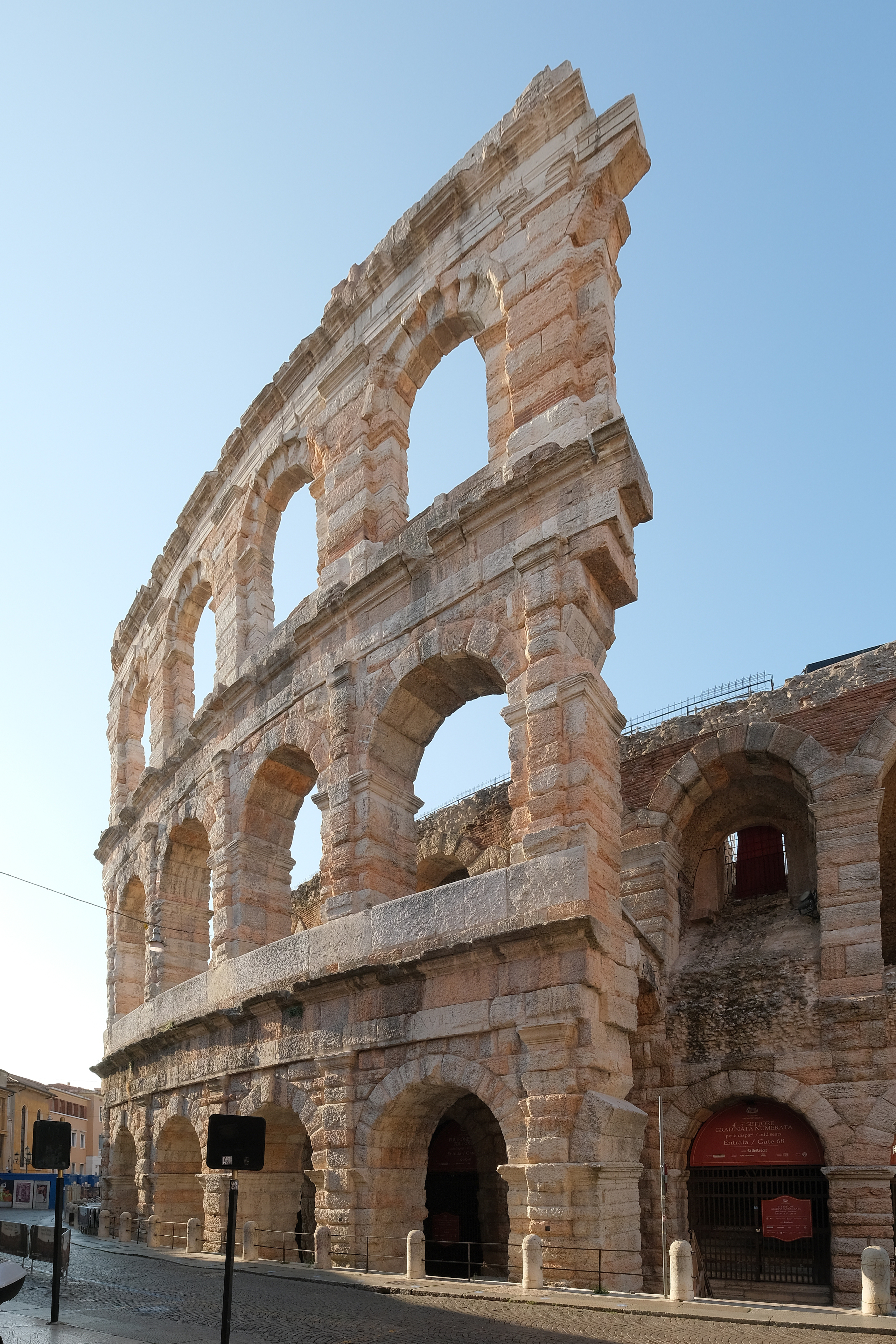
Poslední zbytek vnějšího prstence arény, který byl ze všech největší.

Zachovalo se jen málo dokumentů ohledně toho, co se dělo v amfiteátru. Jediný zdroj je neformální dopis Plinia mladšího, který se dochoval v knize Epistularum Libri Decem, Liber VI. V dopise Plinius mladší blahopřeje svému příteli, který na počest své zemřelé manželky uspořádal v aréně lovecké představení, za jehož účelem byly do Verony dovezeni levharti z Afriky.
V aréně byly nalezeny pohřební nápisy gladiátorů. Minimálně jeden gladiátor pocházel až z Alexandrie. Nápis gladiátora Glauca uvádí, aby gladiátoři nespoléhali na bohyni Nemesis. Gladiátorské zápasy byly vyobrazeny na několika dochovaných mozaikách z 2. století nalezených v domě poblíž amfiteátru. Předpokládá se, že právě zde byli roku 304 umučeni křesťané svatí Fermo a Rustico. 
V roce 312 proběhla bitva o Veronu mezi Konstantinem I. Velikým a Maxentiem. Boje probíhaly i o amfiteátr. Zvítězil Konstantin I. Veliký. Po přijetí křesťanství Římská říše zakázala gladiátorské zápasy a postupně došlo k opuštění arény. 

## Popis arény

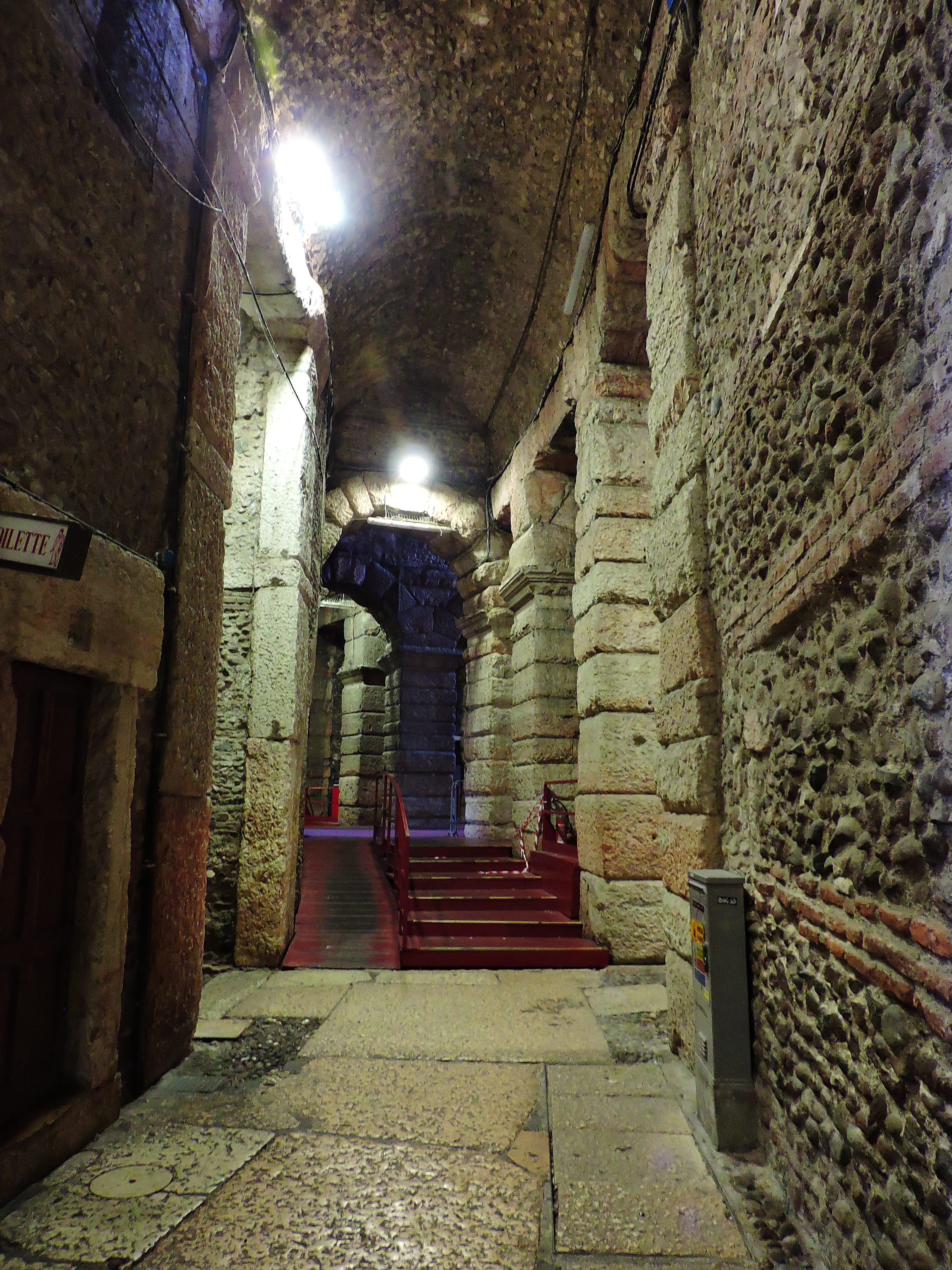
Zázemí amfiteátru

Aréna má tvar elipsy měří 75,68 × 44,43 metru, neboli 250 × 150 římských stop. Jedná se o osmý největší římský amfiteátr a čtvrtý největší v Itálii. V Itálii je větší jen Koloseum a amfiteátr v Capui a amfiteátr v Milánu (který však není takřka vůbec dochovaný). Aréna se nacházela na mírně vyvýšené ploše.
Amfiteátr má tři fasády. Ve starověku amfiteátr čítal o jeden prstenec víc, který byl výrazně vyšší. Ze čtvrté fasády zbyla jen malá část na severozápadní části arény u ulice Via Dietro Anfiteatro. Každá fasáda se skládá z oblouků. Oblouky jsou nad sebou ve dvou (v případě čtvrté fasády ve třech) patrech.
Materiál stěn je po celé aréně takřka homogenní, což ukazuje na naprosté minimum úprav. Naopak schody byly během renesance rekonstruovány.
Aréna disponuje kapacitou 22 000 diváků, za Římské říše měla kapacitu 30 000 míst.
Aréna patří mezi nejlépe zachované římské amfiteátry na světě, spolu s Koloseem v Římě, amfiteátrem v Pozzuoli u Neapole, amfiteátrem v Pule v Chorvatsku,  amfiteátrem v Nimes a amfiteátrem v Arles v Provence a amfiteátry v El Djem a Uthině v Tunisku.

## Středověk
Vnější zdi byly zničeny a využity jako stavební materiál pro výstavbu nových hradeb za vlády ostrogótského krále Thedoricha (474–526). Amfiteátr dále poškodila povodeň Adiže roku 589, maďarský vpád roku 899 a zemětřesení z 3. ledna 1117. 
Ve 13. století se zrodily zárodky památkové ochrany amfiteátru, které byly uvedeny v městských statutech přijatých roku 1228. Roku 1278 bylo v aréně upáleno 200 kacířů. Roku 1382 se zde konalo 25 dní oslav ke svatbě Antonio della Scala.  
Roku 1450 za benátské vlády byly přijaty zákony na ochranu arény. Ve statutu bylo uvedeno, že v aréně je pácháno mnoho zločinů a že se jedná o památnou budovu přinášející městu čest, a tudíž musí být udržována v čistotě a být uzamčena. Byla stanovena pokuta 25 lir a povinnost úhrady škody za poškození zdi, schody nebo pohnutí nějakým kamenem.

## Novověk
Od roku 1568 probíhaly opravy vedené architekty Giovannim Carotem a Andreem Palladiem. V roce 1590 se zde konaly dostihy. Dne 29. května 1622 se zde konal rytířský turnaj Giostra della Quintana. Došlo zejména k obnově hlediště. Roku 1710 Scipione Maffei zahájil archeologický výzkum. V letech 1728 a 1729 byla odstraněna vrstva zeminy. Od 18. století zde probíhala divadelní představení. V lednu 1751 byl v aréně představen nosorožec. Dne 1. ledna 1807 byla zřízena společnost Deputazione all'Ornato pubblico, která se věnovala ochraně amfiteátru. V roce 1820 byli vystěhováni poslední nájemníci, kteří žili v podloubí. V 19. století zde pravidelně probíhaly býčí zápasy a koňské dostihy. Během Veronského kongresu zde 24. listopadu 1822 proběhlo velké divadelní představení inspirované starověkým římským náboženstvím.  

## Sport
Arána byla vybrána za místo závěrečného ceremoniálu Zimních olympijských her 2026 a zahajovacího ceremoniálu Zimních paralympijských her 2026.